# Peggy Stuart Coolidge
Peggy Stuart Coolidge (Swampscott, 19 juli 1913 – Cushing, 7 mei 1981) was een Amerikaanse componiste, dirigente en pianiste. Zij was de eerste Amerikaanse componist voor die in de Sovjet-Unie een concert georganiseerd werd, geheel gewijd aan haar werk. 

## Levensloop
Stuart Coolidge kreeg al op vijfjarige leeftijd pianoles. Later studeerde zij piano privé bij Heinrich Gebhard, eveneens een leraar van Leonard Bernstein, alsook privé compositie bij Raymond Robinson. Verder studeerde zij aan het New England Conservatory in Boston bij Quincy Porter. Zij had de ambitie een concertpianiste te worden en haar eerste composities schreef zij alle voor dit instrument. In 1937 schreef zij voor de schaatsers club van Boston een balletmuziek Cracked Ice voor kunstschaatsen, misschien de eerste balletmuziek speciaal geschreven voor het kunstschaatsen. Het werk werd later georkestreerd door Ferde Grofé, die het ook bij de première in de Madison Square Garden dirigeerde. Het werk werd later ook door het Boston Pops Orchestra onder leiding van Arthur Fiedler vele malen uitgevoerd. Dit orkest en deze dirigent hebben verschillende van haar werken in première gebracht, zoals Night Froth, The Island (Sinfonietta), Smoke Drift en Twilight City voor piano en orkest.
In de Tweede Wereldoorlog, was ze betrokken bij een behuizing bureau voor militairen in Boston, en zij speelde vaak voor gehospitaliseerde militairen. Zij was dirigente van een All-woman ensemble en assistent-dirigent van de Women's Symphony of Boston, maar werkte ook als pianiste. Stuart Coolidge richtte het Junior League Orchestra in Boston op en was de volgende zeven jaar hun dirigent. Na de oorlog verhuisde ze naar New York en startte een onderzoeksproject in de muziek psychotherapie bij een psychiatrische instelling.
In 1952 huwde zij met de schrijver Joseph Randolph Coolidge uit Boston. Samen schreven zij een aantal kinderverhalen met achtergrondmuziek van Peggy en andere liederen in een traditionele folk stijl. In 1963 en 1965 werd zij uitgenodigd voor concerten met haar werk in Wenen, Boedapest, Warschau en Moskou, en sommige malen werkte zij als pianiste mee. Zij en haar echtgenoot raakten bevriend met het echtpaar Aram Chatsjatoerjan en Nina Makarova. Na de terugkomst in de Verenigde Staten componeerde zij het ballet An Evening in New Orleans. In 1967 vond een concert in Tokio plaats, waar ook haar werk naast andere Amerikaanse werken werden uitgevoerd. In aansluiting aan dit concert werd zij door de broer van de Japanse keizer Prins Mikasa ontvangen. In 1970 werden op een concert in Moskou uitsluitend haar werken uitgevoerd. De uitnodiging kwam van Aram Chatsjatoerjan en in het gevolg werd zij onderscheiden met de medaille voor werkende kunstenaars door de Sovjet-Unie. Het volgden concerten in West-Europa en in Oost-Berlijn. Zij overleed in 1981 aan gevolg van kanker. 

## Composities

### Werken voor orkest
- 1965 Rhapsody, voor harp en orkest
- 1969 Spirituals in Sunshine and Shadow, voor orkest
- 1970 Pioneer Dances, voor kamerorkest 
  1. Allegro vivo
  2. Andante, quasi rubato
  3. Allegro vivo
- 1971 New England Autumn, voor orkest
  1. Dawn Over the Mountain
  2. Country Fair
- 1971 The Blue Planet, voor spreker en orkest - première: 1972, Bonn, International Congress of the World Wildlife Fund
- American mosaic, voor orkest
- American Mood, symfonisch gedicht
- American Sketch, voor piano en orkest
- Boston Concerto, voor piano en orkest
- Dublin Town, suite
- French Drinks, voor piano en orkest
- Isabella, voor orkest
- Lament, voor orkest
- Night Froth, voor orkest
- Oriental Scarf Dance, voor orkest
- Out of the Night, voor piano en orkest
- Smoke Drift, voor piano en orkest
- Suite uit het ballet "An Evening in New Orleans", voor orkest
- Sunday Afternoon in the Public Garden, voor piano en kamerorkest
- The Conversation Waltz, voor orkest
- The Island (Sinfonietta), voor orkest
- Twilight City, voor piano en orkest

### Werken voor harmonieorkest
- 1978 American Mosaic, voor harmonieorkest
- Pioneer Dances, voor harmonieorkest

### Muziektheater

#### Balletten
| Voltooid in | titel                  | aktes | première | libretto | choreografie |
| ----------- | ---------------------- | ----- | -------- | -------- | ------------ |
| 1937        | Cracked Ice            |       |          |          |              |
| 1965        | Evening in New Orleans |       |          |          |              |

#### Toneelmuziek
- 1972 The Voices - tekst: Richard Lortz
- Come with Us
- Mister Rip
- Red Roses for Me

### Vocale muziek

#### Werken voor koor
- Angel's Christmas, voor kinderkoor, althobo, klarinet, fagot, harp, celesta en piano
- Haitian Legend, voor gemengd koor en instrumenten - tekst: van de componist en Joseph R. Coolidge
  1. Où Est-il?
  2. Haitian Market Day
  3. Street Cries
  4. Voodoo Chant
  5. Where is That Man?

#### Liederen
- 1940 Please Take Me Home, voor 2 sopranen, alt en piano - tekst: van de componiste
- 1955 Smoky Eyes, voor zangstem en piano - tekst: Portia Nelson
- 1955 You've got love, voor zangstem en piano - tekst: Joseph Stefano, ook bekend als: Jerry Stevens
- Melody out of the Night, voor zangstem en piano
- I need that Girl around, voor zangstem en piano - tekst: Pamela Baker

### Kamermuziek
- 1933 La Enmascarada, voor kamerensemble (viool solo, 2 violen, altviool, cello, contrabas, 2 dwarsfluiten, slagwerk en piano)
- Dark Water, voor viool en piano
- In the Shadow of Spain, voor dwarsfluit, strijkers, pauken en piano
- Look to the Wind, voor kamerensemble (klarinet (solo), 2 violen, altviool, cello en harp)
- Passing Shadow, voor dwarsfluit, viool en piano
- Spanish Dance, voor kamerensemble (viool, contrabas, dwarsfluit, 3 altsaxofoons, 2 tenorsaxofoons, 2 trompetten, trombone, hoorn, slagwerk)

### Werken voor piano
- 1952 P.M. Preludes
- 1952 The Moon Passing Behind the Clouds
- Étude
- Look over the Bay
- Lullaby in Blue
- Song of the Night-Bird

### Werken voor harp
- Improvisation for Vera
- Petit Prelude

### Filmmuziek
- 1956 The Silken Affair